# Sinendé
Sinendé est une commune et une ville du centre-nord du Bénin, préfecture du département de Borgou.

## Géographie
Située à l'extrême nord du département du Borgou, la commune de Sinendé couvre une superficie de 2 289 km2 ,soit environ 8,85 % de la superficie du département et 1,99 % du territoire national. Comprise entre 10°20'41" et 10°34' latitude Nord et entre 2°22'45" et 2°38' de longitude Est, elle est limitée au nord par la commune de Gogounou dans le département de l'Alibori, au sud par la commune de N'Dali, à l'est par celle de Bembéréké et à l'ouest par la commune de Péhunco dans le département de l'Atacora.
Les quatre arrondissements de la commune sont Fô-Bourè, Sèkèrè, Sikki et Sinendé.

## Population
Lors du recensement de 2013 (RGPH-4), la commune comptait 91 672 habitants.

## Galeries

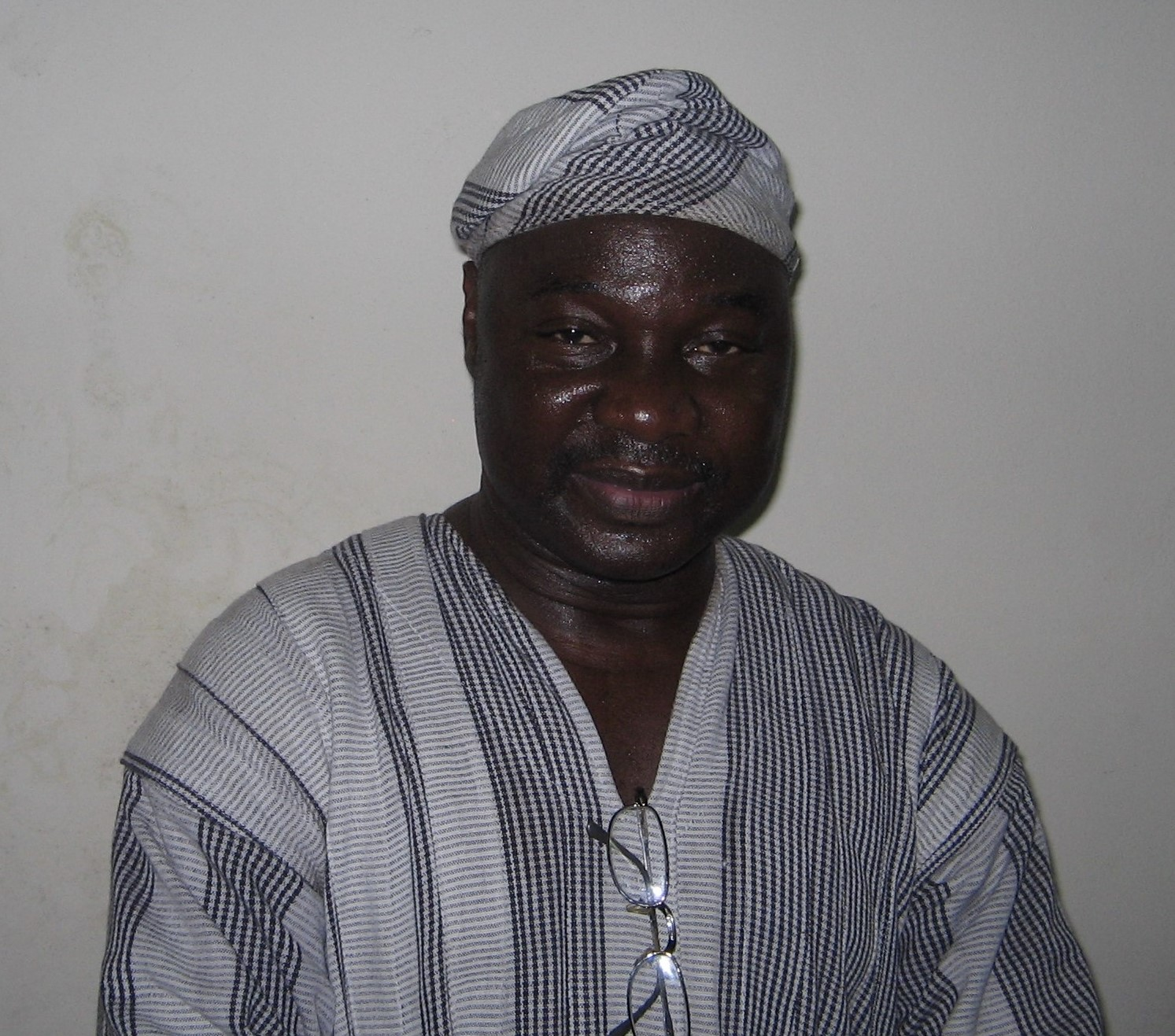
Ancien maire de Sinendé, Abdoulaye Zimé
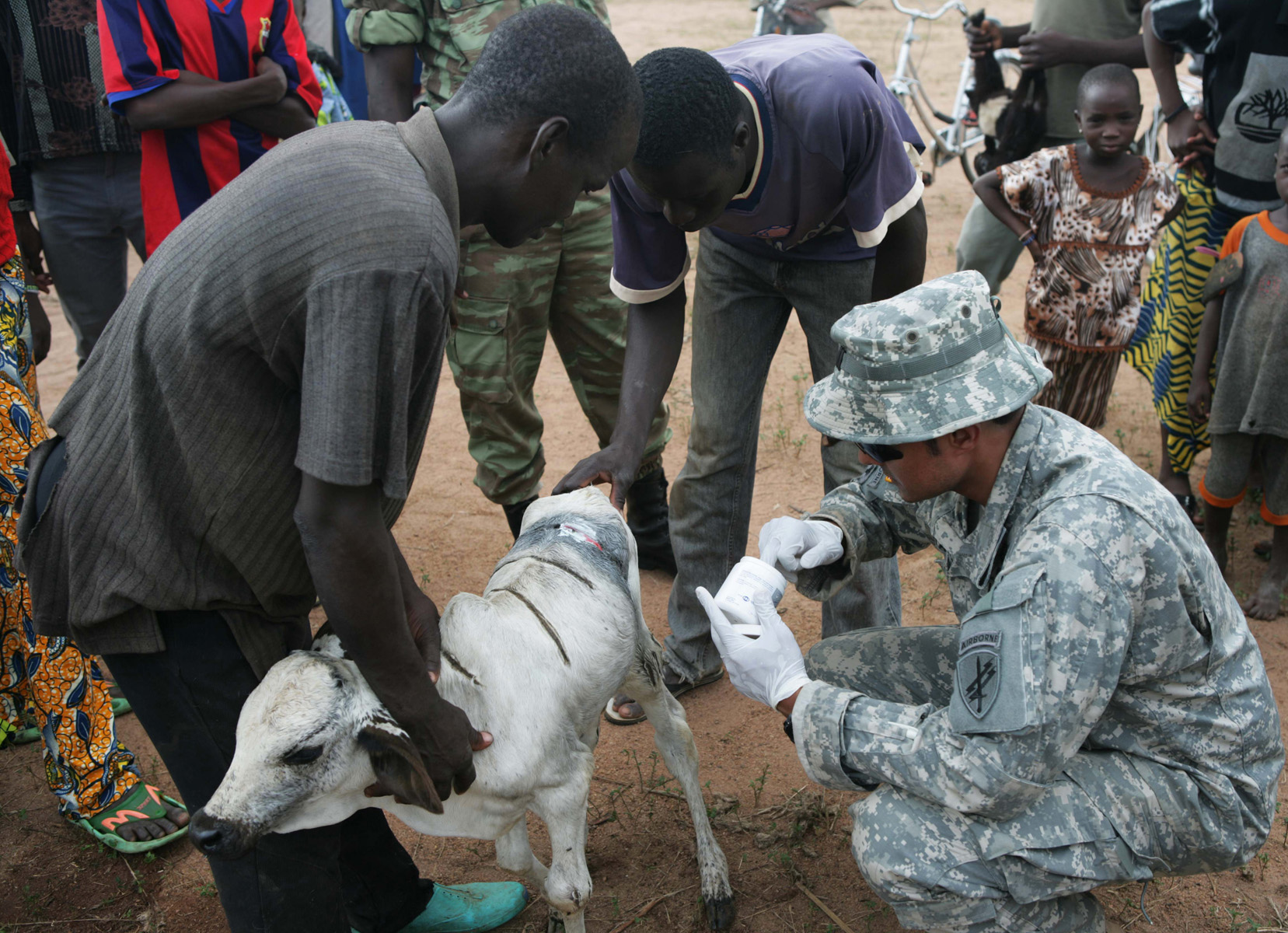
Le capitaine de l'armée américaine Mrunal Vyas, officier des sciences de l'environnement au sein du 4/4e groupe des affaires civiles, administre un traitement à un veau encorné lors d'un programme d'assistance civile vétérinaire à Sinede, au Bénin
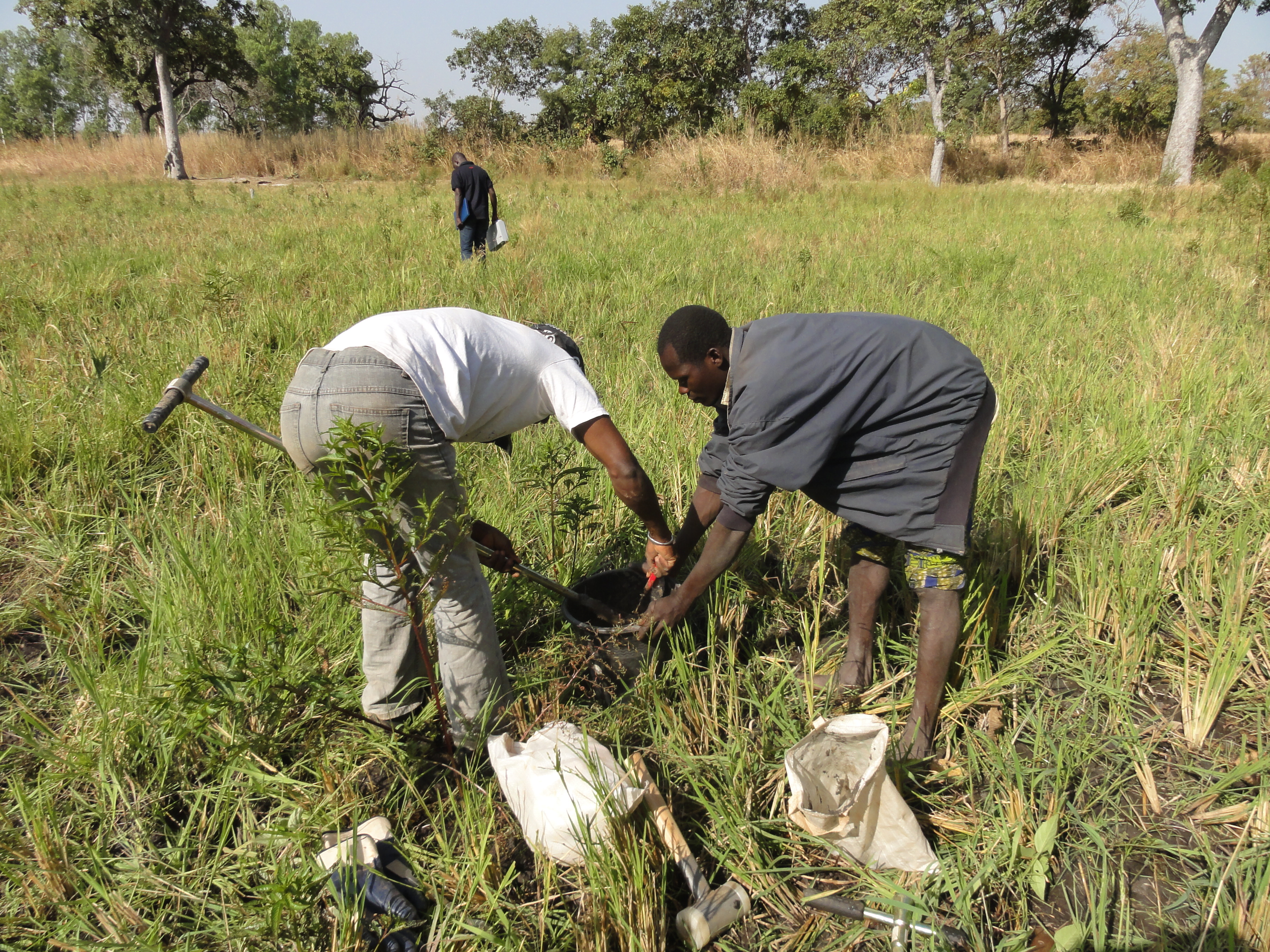
Riziculture à Sinendé
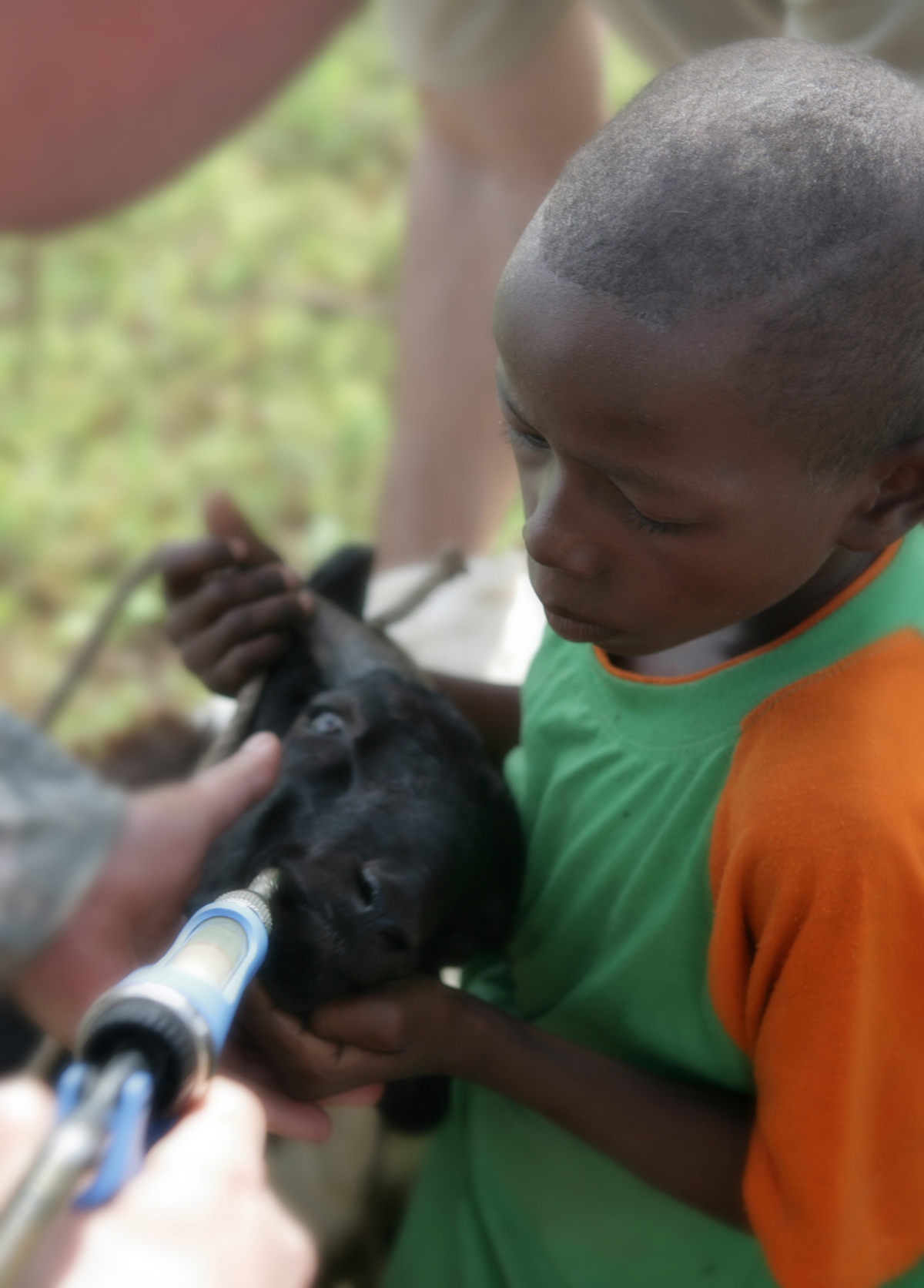
Un soldat américain administre du paraciticide à un mouton lors du premier jour d'un programme d'assistance civile vétérinaire dans le village isolé de Sinede, au Bénin,